# Seznam nagrad in nominacij za TV-serijo Kriva pota
Za TV-serijo Kriva pota so njeni ustvarjalci prejeli vrsto nagrad in nominacij, vključno s 16 primetime emmyji, najprestižnejšimi ameriškimi nagradami za televizijski program v najbolj gledanem terminu (od 58 nominacij).

## Pomembnejše nagrade in nominacije

### Primetime emmyji
| Leto | Kategorija                                   | Nominiranec | Epizoda                                                                                | Izid        |
| ---- | -------------------------------------------- | --- | -------------------------------------------------------------------------------------- | ----------- |
| 2008 | Najboljša režija v dramski seriji            | Vince Gilligan | "Pilot"                                                                                | nominiran/a |
| 2008 | Najboljši glavni igralec v dramski seriji    | Bryan Cranston | "Pilot"                                                                                | Osvojil/a   |
| 2009 | Najboljša dramska serija                     | Vince Gilligan, Mark Johnson, Melissa Bernstein, Stewart A Lyons, Karen Moore                                                              |                                                                                        | nominiran/a |
| 2009 | Najboljši glavni igralec v dramski seriji    | Bryan Cranston | "Phoenix"                                                                              | Osvojil/a   |
| 2009 | Najboljši stranski igralec v dramski seriji  | Aaron Paul | "Peekaboo"                                                                             | nominiran/a |
| 2010 | Najboljši glavni igralec v dramski seriji    | Bryan Cranston | "Full Measure"                                                                         | Osvojil/a   |
| 2010 | Najboljša dramska serija                     | Vince Gilligan, Mark Johnson, Michelle MacLaren, Melissa Bernstein, Sam Catlin, Peter Gould, George Mastras, Tom Schnauz, Stewart A. Lyons |                                                                                        | nominiran/a |
| 2010 | Najboljša režija v dramski seriji            | Michelle MacLaren | "One Minute"                                                                           | nominiran/a |
| 2010 | Najboljši stranski igralec v dramski seriji  | Aaron Paul | "Half Measures"                                                                        | Osvojil/a   |
| 2012 | Najboljša dramska serija                     | Vince Gilligan, Mark Johnson, Michelle MacLaren, Melissa Bernstein, Sam Catlin, Peter Gould, George Mastras, Tom Schnauz, Stewart A. Lyons |                                                                                        | nominiran/a |
| 2012 | Najboljša režija v dramski seriji            | Vince Gilligan | "Face Off"                                                                             | nominiran/a |
| 2012 | Najboljši glavni igralec v dramski seriji    | Bryan Cranston | "Crawl Space"                                                                          | nominiran/a |
| 2012 | Najboljši stranski igralec v dramski seriji  | Aaron Paul | "End Times"                                                                            | Osvojil/a   |
| 2012 | Najboljši stranski igralec v dramski seriji  | Giancarlo Esposito | "Hermanos"                                                                             | nominiran/a |
| 2012 | Najboljša stranska igralka v dramski seriji  | Anna Gunn | "Cornered"                                                                             | nominiran/a |
| 2012 | Najboljši gostujoči igralec v dramski seriji | Mark Margolis | "Face Off"                                                                             | nominiran/a |
| 2013 | Najboljša dramska serija                     | Vince Gilligan, Mark Johnson, Michelle MacLaren, Melissa Bernstein, Sam Catlin, Peter Gould, George Mastras, Tom Schnauz, Stewart A. Lyons | "Hazard Pay", "Fifty-One", "Dead Freight", "Buyout", "Say My Name", "Gliding Over All" | Osvojil/a   |
| 2013 | Najboljša režija v dramski seriji            | Michelle MacLaren | "Gliding Over All"                                                                     | nominiran/a |
| 2013 | Najboljši scenarij v dramski seriji          | George Mastras | "Dead Freight"                                                                         | nominiran/a |
| 2013 | Najboljši scenarij v dramski seriji          | Thomas Schnauz | "Say My Name"                                                                          | nominiran/a |
| 2013 | Najboljši glavni igralec v dramski seriji    | Bryan Cranston | "Say My Name"                                                                          | nominiran/a |
| 2013 | Najboljši stranski igralec v dramski seriji  | Jonathan Banks | "Say My Name"                                                                          | nominiran/a |
| 2013 | Najboljši stranski igralec v dramski seriji  | Aaron Paul | "Buyout"                                                                               | nominiran/a |
| 2013 | Najboljša stranska igralka v dramski seriji  | Anna Gunn | "Fifty-One"                                                                            | Osvojil/a   |

### Kreativni emmyji
| Leto | Kategorija                                  | Nominiranec | Epizoda            | Izid        |
| ---- | ------------------------------------------- | --- | ------------------ | ----------- |
| 2008 | Najboljša kinematografija za enourno serijo | John Toll | "Pilot"            | nominiran/a |
| 2008 | Najboljša montaža slike za dramsko serijo   | Lynne Willingham | "Pilot"            | Osvojil/a   |
| 2009 | Najboljša kinematografija za enourno serijo | Michael Slovis | "ABQ"              | nominiran/a |
| 2009 | Najboljša montaža slike za dramsko serijo   | Lynne Willingham | "ABQ"              | Osvojil/a   |
| 2010 | Najboljša kinematografija za enourno serijo | Michael Slovis | "No Mas"           | nominiran/a |
| 2010 | Najboljša montaža slike za dramsko serijo   | Skip MacDonald | "No Mas"           | nominiran/a |
| 2010 | Najboljša montaža zvoka za serijo           | Nick Forshager, Kathryn Madsen, Mark Cookson, Cormac Funge, Jane Boegel, Jason Newman, Gregg Barbanell, Dominique Decaudain-Tabach | "No Mas"           | nominiran/a |
| 2012 | Najboljša kinematografija za enourno serijo | Michael Slovis | "Face Off"         | nominiran/a |
| 2012 | Najboljša montaža slike za dramsko serijo   | Kelley Dixon | "End Times"        | nominiran/a |
| 2012 | Najboljša montaža slike za dramsko serijo   | Skip MacDonald | "Face Off"         | nominiran/a |
| 2012 | Najboljša montaža zvoka za serijo           | Nick Forshager, Jason Tregoe Newman, Kathryn Madsen, Mark Cookson, Cormac Funge, Jane Boegel, and Jeff Cranforn                    | "Face Off"         | nominiran/a |
| 2012 | Najboljše mešanje zvoka za serijo           | Darryl L. Frank, Jeff Perkins, and Eric Justen                                                                                     | "Face Off"         | nominiran/a |
| 2012 | Najboljši posebni vizualni učinki           | William Powloski, Greg Nicotero, Bruce Branit, and Werner Hahnlein                                                                 | "Face Off"         | nominiran/a |
| 2013 | Najboljša kinematografija za enourno serijo | Michael Slovis | "Gliding Over All" | nominiran/a |
| 2013 | Najboljša montaža slike za dramsko serijo   | Kelley Dixon | "Gliding Over All" | Osvojil/a   |
| 2013 | Najboljša montaža slike za dramsko serijo   | Skip MacDonald | "Dead Freight"     | nominiran/a |
| 2013 | Najboljša montaža zvoka za serijo           | Nick Forshager, Jason Tregoe Newman, Kathryn Madsen, Mark Cookson, Cormac Funge, Jane Boegel, and Jeff Cranforn                    | "Dead Freight"     | nominiran/a |
| 2013 | Najboljše mešanje zvoka za serijo           | Darryl L. Frank, Jeff Perkins, and Eric Justen                                                                                     | "Dead Freight"     | nominiran/a |

### Zlati globusi
| Leto | Kategorija                         | Nominiranec    | Rezultat    |
| ---- | ---------------------------------- | -------------- | ----------- |
| 2011 | Najboljši igralec v dramski seriji | Bryan Cranston | nominiran/a |
| 2012 | Najboljši igralec v dramski seriji | Bryan Cranston | nominiran/a |
| 2013 | Najboljši igralec v dramski seriji | Bryan Cranston | nominiran/a |
| 2013 | Najboljša dramska serija           | Kriva pota     | nominiran/a |

### Nagrade Screen Actors Guild (SAG)
| Leto | Kategorija                                     | Nominiranec    | Rezultat    |
| ---- | ---------------------------------------------- | -------------- | ----------- |
| 2010 | Najboljši igralec v dramski seriji             | Bryan Cranston | nominiran/a |
| 2011 | Najboljši igralec v dramski seriji             | Bryan Cranston | nominiran/a |
| 2012 | Najboljši igralec v dramski seriji             | Bryan Cranston | nominiran/a |
| 2012 | Najboljša igralska zasedba v dramski seriji    |                | nominiran/a |
| 2013 | Najboljši igralec v dramski seriji             | Bryan Cranston | Osvojil/a   |
| 2013 | Najboljša kaskaderska zasedba v dramski seriji |                | nominiran/a |
| 2013 | Najboljša igralska zasedba v dramski seriji    |                | nominiran/a |

### Nagrade satellite
| Leto | Kategorija                                                   | Nominiranec        | Rezultat    |
| ---- | ------------------------------------------------------------ | ------------------ | ----------- |
| 2008 | Najboljši igralec v dramski seriji                           | Bryan Cranston     | Osvojil/a   |
| 2009 | Najboljša dramska serija                                     |                    | Osvojil/a   |
| 2009 | Najboljši igralec v dramski seriji                           | Bryan Cranston     | Osvojil/a   |
| 2010 | Najboljša dramska serija                                     |                    | Osvojil/a   |
| 2010 | Najboljši igralec v dramski seriji                           | Bryan Cranston     | Osvojil/a   |
| 2010 | Najboljši stranski igralec v seriji, miniseriji ali TV-filmu | Aaron Paul         | nominiran/a |
| 2011 | Najboljša dramska serija                                     |                    | nominiran/a |
| 2011 | Najboljši igralec v dramski seriji                           | Bryan Cranston     | nominiran/a |
| 2012 | Najboljša dramska serija                                     |                    | nominiran/a |
| 2012 | Najboljši igralec v dramski seriji                           | Bryan Cranston     | nominiran/a |
| 2012 | Najboljši stranski igralec v seriji, miniseriji ali TV-filmu | Giancarlo Esposito | nominiran/a |

### Nagrade saturn
| Leto | Kategorija                                | Nominiranec        | Rezultat    |
| ---- | ----------------------------------------- | ------------------ | ----------- |
| 2009 | Najboljši televizijski prikaz             |                    | nominiran/a |
| 2009 | Najboljši igralec na televiziji           | Bryan Cranston     | nominiran/a |
| 2010 | Najboljša kabelska TV-serija              |                    | Osvojil/a   |
| 2010 | Najboljši igralec na televiziji           | Bryan Cranston     | nominiran/a |
| 2010 | Najboljša igralka na televiziji           | Anna Gunn          | nominiran/a |
| 2010 | Najboljši stranski igralec na televiziji  | Aaron Paul         | Osvojil/a   |
| 2010 | Najboljši gostujoči igralec na televiziji | Raymond Cruz       | nominiran/a |
| 2011 | Najboljša kabelska TV-serija              |                    | Osvojil/a   |
| 2011 | Najboljši igralec na televiziji           | Bryan Cranston     | nominiran/a |
| 2011 | Najboljši stranski igralec na televiziji  | Dean Norris        | nominiran/a |
| 2011 | Najboljši stranski igralec na televiziji  | Aaron Paul         | nominiran/a |
| 2011 | Najboljši gostujoči igralec na televiziji | Giancarlo Esposito | nominiran/a |
| 2012 | Najboljša kabelska TV-serija              |                    | Osvojil/a   |
| 2012 | Najboljši igralec na televiziji           | Bryan Cranston     | Osvojil/a   |
| 2012 | Najboljši stranski igralec na televiziji  | Aaron Paul         | Osvojil/a   |
| 2012 | Najboljši stranski igralec na televiziji  | Giancarlo Esposito | nominiran/a |
| 2012 | Najboljši gostujoči igralec na televiziji | Steven Bauer       | nominiran/a |
| 2012 | Najboljši gostujoči igralec na televiziji | Mark Margolis      | nominiran/a |